# Ts’ilʔos Provincial Park
Der Ts’ilʔos Provincial Park ist ein 233.240 Hektar großer Provincial Park in der kanadischen Provinz British Columbia. Der Park liegt in den Coast Mountains, 250 km Luftlinie nordnordwestlich von Vancouver und befindet sich im Cariboo Regional District.

## Anlage
Der Park liegt westlich des Interior Plateaus sowie östlich der, zu den Coast Mountains gehörenden, Chilcotin Ranges und wird durch zwei Zugangsstraßen im nördlichen Parkbereich erschlossen. Die beiden Zugangsstraßen zweigen vom Highway 20 ab.
Der Park wird beherrscht durch den zentral gelegenen Tŝilhqox Biny (bis 2019 „Chilko Lake“) mit seinem Hauptablauf, dem Chilko River sowie den umgebenden Bergen wie dem Mount Tatlow, dem Monmouth Mountain oder dem Mount Good Hope, mit 3242 m der höchste Punkt im Park.
Bei dem Park handelt es sich um ein Schutzgebiet der Kategorie Ib (Wildnisgebiet).

## Geschichte
Der Park wurde im Jahr 1994 eingerichtet und erhielt seinen Namen nach dem Mount Tatlow. In der Sprache der Xeni Gwet'in heißt der Berg Ts’ilʔos, nach einem Mann der bei der Entstehung der Welt versteinerte und nun ihr Volk beschützt.
Wie jedoch bei fast allen Provinzparks in British Columbia gilt auch für diesen, dass er lange bevor die Gegend von Einwanderern besiedelt oder sie Teil eines Parks wurde, sie Siedlungs- und Jagd-/Fischereigebiet verschiedener Stämme der First Nations, hier hauptsächlich vom Volk der Tsilhqot'in, war.

## Flora und Fauna
Das Ökosystem von British Columbia wird mit dem Biogeoclimatic Ecological Classification (BEC) Zoning System in verschiedene biogeoklimatischen Zonen eingeteilt. Biogeoklimatische Zonen zeichnen sich durch ein grundsätzlich identisches oder sehr ähnliches Klima sowie gleiche oder sehr ähnliche biologische und geologische Voraussetzungen aus. Daraus resultiert in den jeweiligen Zonen dann auch ein sehr ähnlicher Bestand an Pflanzen und Tieren. Innerhalb dieser Systematik wird das Parkgebiet verschiedenen Zonen zugeordnet. Während der Park im nördlichen und östlichen Bereich eher trocken ist, ist der zentrale Bereich eher feucht. Der südliche Parkbereich mit seinen Gletschern ist alpin. Im Park finden sich die Interior Douglas Fir Zone, die Western Hemlock Zone, die Montane Spruce Zone, die Engelmann Spruce-Subalpine Fir Zone sowie die Alpine Tundra Zone.

## Benachbarte Parks
In der Nähe dieses Park befinden sich noch weitere der Provincial Parks in British Columbia. Im Südwesten grenzt der Bishop River Provincial Park unmittelbar an. Nordöstlich liegt der Nuntsi Provincial Park und der Eleven Sisters Provincial Park sowie westlich der Big Creek Provincial Park.

## Aktivitäten
Der Park verfügt über keine ausgeprägte touristische Infrastruktur. Am Ende der nördlichen Zufahrtsstraße liegt der Gwa Da Ts’ih Campground und am Ende der nordöstlichen Zufahrtstraße der Nu Chugh Beniz Campground.